# Iryna Gurevych

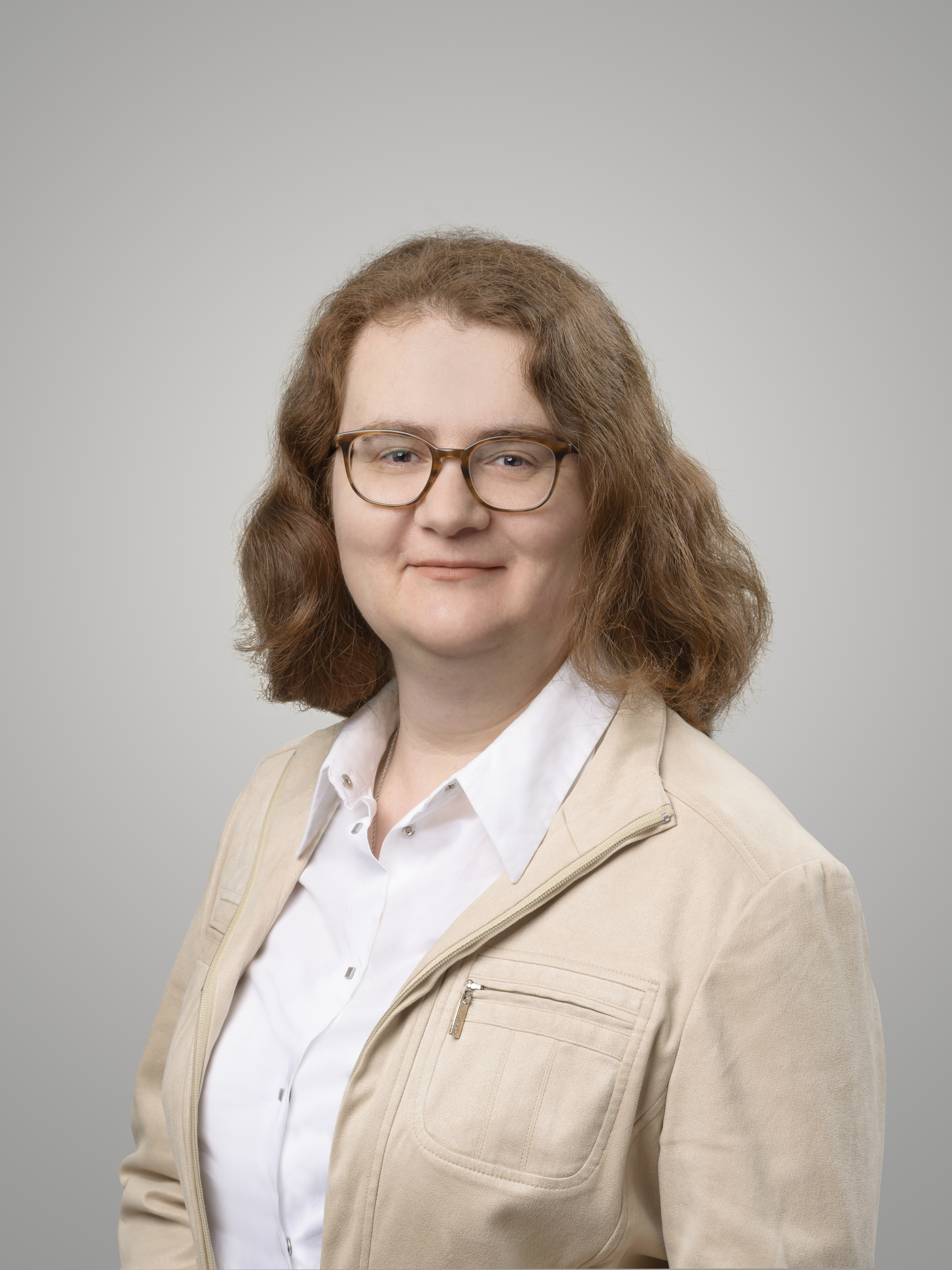
Iryna Gurevych

Iryna Gurevych (* 16. März 1976 in Winnyzja) ist eine deutsche Informatikerin mit Schwerpunkt auf der Automatischen Sprachverarbeitung (NLP). Sie gründete und leitet die Arbeitsgruppe Ubiquitous Knowledge Processing (UKP) am Fachbereich Informatik der TU Darmstadt.

## Werdegang
Gurevych begann 1993 mit ihrem Studium der englischen und deutschen Linguistik an der Staatlichen Pädagogischen Kozjubynsky-Universität Winnyzja, das sie 1998 mit einem Diplom „mit Auszeichnung“ abschloss. 2003 hat sie mit einer Dissertation zum Thema „Analyse von sprachlichen Anfragen in eingeschränkten Diskursbereichen“ in Computerlinguistik an der Universität Duisburg-Essen promoviert. Von 2001 bis 2005 arbeitete sie als Postdoktorandin am European Media Lab und EML Research. Von 2005 bis 2007 war sie als leitende Wissenschaftlerin im Forschungsschwerpunkt E-Learning an der TU Darmstadt tätig. Als Leiterin einer Emmy Noether Forschungsgruppe der DFG ab 2007 gründete sie die Forschungsgruppe „Ubiquitäre Wissensverarbeitung“ (UKP Lab) und wurde 2008 mit einer Lichtenberg-Professur der VolkswagenStiftung ausgezeichnet. Seit 2009 ist sie Inhaberin der W3-Professur „Ubiquitous Knowledge Processing“ und seit 2010 Zweitmitglied am Fachbereich Gesellschafts- und Geschichtswissenschaften an der TU Darmstadt.
Seit 2014 ist Gurevych Ko-Direktorin von CEDIFOR,  dem vom Bundesministerium für Bildung und Forschung geförderten „Centre for the Digital Foundation of Research in the Humanities, Social, and Educational Sciences“. Im Folgejahr gründete sie das von der DFG-geförderte Graduiertenkolleg AIPHES (Adaptive Information Preparation from Heterogeneous Sources). Seit 2020 ist Gurevych Leiterin von CA-SG, der Forschungsinitiative „Content Analytics for the Social Good“ der Rhein-Main Universitäten, und wurde zur Ko-Direktorin des Programms für automatische Sprachverarbeitung (NLP) von ELLIS, einem Europäischen Exzellenznetzwerk im maschinellen Lernen, berufen.
2020 wurde Gurevych als Fellow der internationalen wissenschaftlichen Association for Computational Linguistics (ACL) für ihre herausragenden Leistungen für die Wissenschaft im Bereich der Automatischen Sprachverarbeitung und des Maschinellen Lernens ausgezeichnet. Am 1. Januar 2021 übernahm Gurevych das Amt der designierten Vizepräsidentin der Association for Computational Linguistics (ACL) und wird im Jahr 2023 zur Präsidentin des Verbandes aufsteigen.
Gurevych wurde im März 2021 zur ersten LOEWE-Spitzen-Professorin in Hessen.
Gurevychs Forschungsschwerpunkte sind Natural Language Processing, Maschinelles Lernen, Multimodale Datenanalyse, Digital Humanities und Computational Social Science.

## Auszeichnungen
- 2025: Mitglied der Academia Europaea
- 2024: Milner Award für ihre Forschungen zum Thema Künstliche Intelligenz[6]
- 2024: Mitglied der Nationalen Akademie der Wissenschaften Leopoldina
- 2022: Mitglied der Berlin-Brandenburgischen Akademie der Wissenschaften
- 2021: Erste LOEWE-Spitzenprofessur in Hessen[7]
- 2020: ACL-Fellowship[8]
- seit 2013:  Mitglied von AcademiaNet nach Nominierung durch DFG und Leibniz-Gemeinschaft[9]
- 2008: Unstructured Information Analytics, Innovation Award from IBM „DKPro-ML: An Open Source UIMA based Framework for Machine Learning“, 2008[10]
- 2008: Unstructured Information Analytics, Innovation Award from IBM „UIMA-based Fundamental Course for Teaching Emerging NLP Trends to Computer Science Students“[10]
- 2008: UniTechSpin Special Award from Isra Vision „Semantic Information Management for Business Processes“, 2008[11]
- 2007: Unstructured Information Management, Innovation Award by IBM „Darmstadt Knowledge Software Processing Repository“, 2007[12]

## Publikationen (Auswahl)
- L. F. R. Ribeiro, Y. Zhang, C. Gardent, and I. Gurevych, Modeling global and local node contexts for text generation from knowledge graphs, Transactions of the Association for Computational Linguistics, pp. 589–604, 2020.
- E. Simpson, Y. Gao, and I. Gurevych, Interactive text ranking with bayesian optimisation: A case study on community qa and summarisation, Transactions of the Association for Computational     Linguistics, pp. 759–775, 2020.
- E. Simpson and I. Gurevych, Scalable bayesian preference learning for crowds, Machine Learning, vol. 109, pp. 689–718, 2020.
- Y. Gao, C. M. Meyer, and I. Gurevych, Preference-based interactive multi-document summarisation, Information Retrieval Journal: Special Issue on Learning from User Interaction, pp. 1–31,     2019.
- I. Gurevych, J. Eckle-Kohler, and M. Matuschek, Linked Lexical Knowledge Bases: Foundations and Applications. Ser. Synthesis Lectures on Human Language Technologies. Morgan & Claypool Publishers, 2016.